# لسینگ ۷۴۲۵
سیارک ۷۴۲۵ (به انگلیسی: 7425 Lessing، نامگذاری:1992RO5) هفت هزار و چهارصد و بیست و پنجمین سیارک کشف شده‌است که در ۲ سپتامبر ۱۹۹۲ کشف شد.
قدر مطلق سیارک برابر ۱۴٫۳۰ است.